# Burn After Reading
Burn After Reading (prt: Destruir Depois de Ler; bra: Queime Depois de Ler) é um filme norte-americano de 2008, do gênero comédia sarcástica e humor negro, escrita, produzida e dirigida pelos irmãos Joel e Ethan Coen.
O filme foi distribuído nos EUA pela Focus Features.

## Elenco
- John Malkovich como Osbourne Cox
- Tilda Swinton como Katie Cox
- Frances McDormand como Linda Litzke
- Brad Pitt como Chad Feldheimer
- George Clooney como Harry Pfarrer
- Richard Jenkins como Ted Treffon
- Elizabeth Marvel como Sandy Pfarrer
- David Rasche como Oficial da CIA
- J. K. Simmons como Superior da CIA